# Titting
Titting település Németországban, azon belül Bajorországban. Lakosainak száma 2685 fő (2023. december 31.). Titting Nennslingen, Thalmässing, Raitenbuch, Kinding és Kipfenberg községekkel határos.

## Népesség
A település népessége az elmúlt években az alábbi módon változott:
| Lakosok száma | 459  | 513  | 1508 | 2420 | 2666 | 2624 | 2670 | 2636 | 2676 | 2685 |
|               | 1875 | 1950 | 1975 | 1987 | 2012 | 2014 | 2016 | 2017 | 2021 | 2023 |